# Жерве, Андрей Львович
Андре́й (Ге́нри) Льво́вич Жерве́ (1741—1797) — российский архитектор французского происхождения, академик архитектуры.

## Биография
Родился 15 ноября 1741 года[по какому календарю?].
Поступил в русскую службу в 1769 году (первоначально при Кадетском корпусе).
Род был  внесён в III часть дворянской родословной книги Санкт-Петербургской губернии; 23 ноября 1773 года у него родился сын Андрей.
Умер в чине коллежского асессора 12 (23) апреля 1797 года. Похоронен на Смоленском евангелическом кладбище со 2-й супругой, Маргаритой Жерве (урожд. Шустер; 03.08.1761—03.05.1835).

## Архитектурная деятельность
Среди построек Жерве известен дом пастора лютеранской церкви св. Екатерины (1784 г.). Он также участвовал в строительстве Обуховской больницы (1794).